# 존 베넷 페리

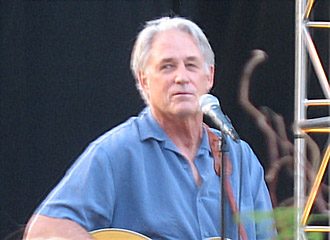

존 베넷 페리(John Bennett Perry, 1941년 1월 4일 ~ )는 미국 배우, 모델이다.
윌리엄스타운에서 태어났다.

## 출연 작품
- 로디드 (2008년)
- 어젠더 (2007년) - 존 역
- 피너츠 송 (2002년)
- 서클스 (1998년)
- 그라운드 콘트롤 (1998, Ground Control)
- 사랑은 다 괜찮아 (1997년) - 리차드 휘트맨 역
- 조지 오브 정글 (1997년) - 아서 스탠홉 역
- 인디펜던스 데이 (1996년)
- 다니엘 스틸 - 비밀 (1992년)
- 왕이여 안녕 (1989년)
- 추억의 간주곡 (1985년)
- 나는 와이어트 어프와 결혼했다 (1983년)
- 거리의 천사 (1982년)
- 고독한 방랑자의 전설 (1981년)
- 허울 좋은 여자 (1981년)
- 립스틱 (1976년)
- 미드웨이 (1976년)

### 텔레비전
- 제7의 천국 (1996년)
- 베로니카 마스 (2004년)